# Nolinsk
Nolinsk (ros. Нолинск) – miasto w Rosji, w obwodzie kirowskim, nad Woją, siedziba administracyjna rejonu nolińskiego. 
Ośrodek przemysłu metalowego, spożywczego i lekkiego.

## Historia
Miejscowość została założona w 1668 roku pod nazwą Nikolskij pogost; w późniejszym okresie nosiła także nazwę Noli (od pobliskiej rzeki Nola, dopływu Woi). W 1780 roku miejscowość otrzymała prawa miejskie i została przemianowana na Nolinsk. W latach 1940–1957 miasto funkcjonowało pod nazwą Mołotowsk, nadaną na cześć Wiaczesława Mołotowa.